# Incidente ferroviario tra Curinga ed Eccellente
L'incidente ferroviario tra Curinga ed Eccellente, noto anche come sciagura ferroviaria di Lamezia Terme, fu un incidente ferroviario verificatosi il 21 novembre 1980 lungo la Ferrovia Tirrenica Meridionale, fra le stazioni di Curinga (provincia di Catanzaro) ed Eccellente (provincia di Vibo Valentia).
A causa della rottura di un tenditore, diversi vagoni si sganciarono da un treno merci in corsa e si fermarono lungo la linea. In seguito, sopraggiunse un treno passeggeri che impattò violentemente contro quei carri, deragliando e occupando l'altro binario. Poco dopo, un altro treno passeggeri proveniente dalla direzione opposta si schiantò contro i resti del primo impatto, deragliando anch'esso e precipitando in una scarpata.
Il bilancio della sciagura fu di 28 morti e 117 feriti.

## Storia

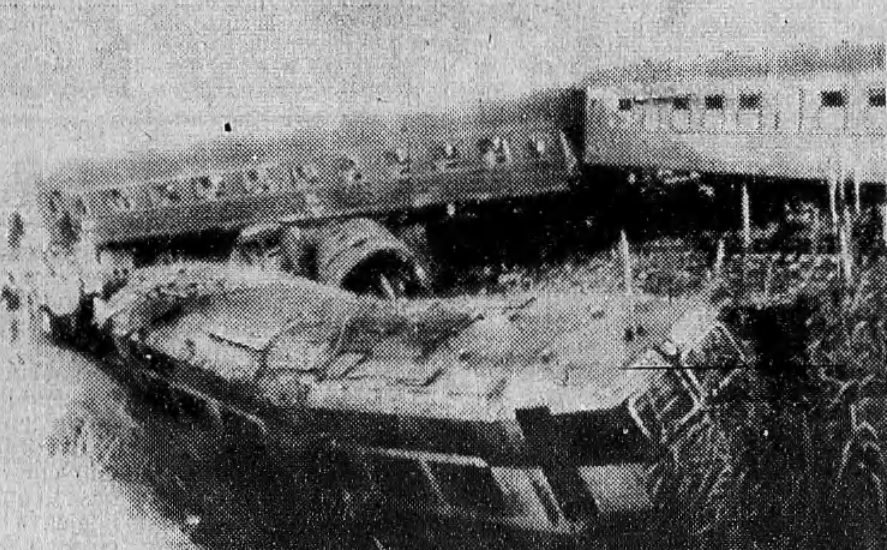
Le vetture coinvolte

Alle 2:30 del 21 novembre 1980 il treno merci 40679 partì dalla stazione di Lamezia Terme Centrale diretto verso sud con al seguito 41 vagoni; improvvisamente si ruppe un gancio di trazione del treno merci, che si spezzò così in due tronconi: 28 carri si fermarono al km 266+200, tra la stazione di Curinga e la stazione di Eccellente, mentre la locomotiva con i primi 13 vagoni proseguì la marcia. I macchinisti del convoglio commerciale non si accorsero di nulla poiché il guasto aveva inspiegabilmente chiuso il rubinetto di testata del manicotto della condotta dell'aria dei freni dell'ultimo vagone rimasto agganciato, cosicché sui manometri di bordo del locomotore non risultava alcun calo di pressione. Di fatto i guardiablocco delle stazioni di Eccellente e Vibo-Pizzo non rilevarono, al transito del treno, l'anomala assenza delle lanterne rosse di coda del treno merci per la quale avrebbero dovuto far arrestare prestamente il treno pertanto non lanciarono l'allarme. Solamente verso la stazione di Mileto, dopo circa 33 km, i macchinisti si accorsero di aver perso metà treno, ma ormai era troppo tardi per evitare la tragedia. Al tempo in cui avvenne l'incidente il tratto di linea ferroviaria era esercitata tramite dirigenza locale e Blocco Elettrico Manuale.
Alle ore 2:45 il treno passeggeri espresso 587, partito da Roma Termini alle 19:00 con 15 carrozze al seguito (quasi tutte al completo) e diretto a Siracusa, si schiantò alla velocità di 96 km/h contro i vagoni rimasti lungo la linea. La E.656.075 con le prime carrozze e alcuni carri merci deragliarono, ostruendo l'altro binario parallelo. Nonostante la gravità dell'impatto, l'incidente ferroviario iniziale provocò solo feriti.
Circa dieci minuti dopo, sopraggiunse in direzione opposta il treno Espresso 588 partito da Siracusa alle 21:50 con 16 vetture e il bagagliaio e diretto a Roma Termini, trainato dalla E.656.280, che impattò a 60 km/h sul treno deragliato; nel secondo scontro, alcune carrozze tipo UIC-X e tipo 1959 precipitarono nella scarpata laterale, mentre le altre, tra cui una modernissima carrozza letto tipo MU, si accartocciarono compiendo una carneficina.
Il bilancio della sciagura fu di 28 morti (di cui 25 siciliani) e 104 feriti.

## Soccorsi
Le squadre di soccorso dei Vigili del Fuoco di Vibo Valentia, Lamezia Terme e Catanzaro giunsero sul luogo della sciagura insieme a Polizia di Stato, Guardia di Finanza e Carabinieri. Il personale ferroviario del treno aveva iniziato a cercare tra i rottami delle carrozze danneggiate per il salvataggio dei feriti intrappolati.
Gli ospedali di Lamezia, Vibo e Catanzaro riuscirono a far fronte all'emergenza medica, grazie anche supporto delle cliniche di Soveria Mannelli e Tropea, che si occuparono dei feriti meno gravi.
Le operazioni di salvataggio durarono due giorni interi, consentendo il ripristino della linea dal 24 novembre 1980.
La copertura giornalistica dell'incidente fu però breve, poiché appena due giorni dopo l'opinione pubblica venne sconvolta dal devastante terremoto dell'Irpinia.
La locomotiva E.656.075 venne demolita nel mese di luglio del 1983; la E.656.280 fu demolita pochi giorni dopo.

## Indagini
La rottura di un gancio di trazione è un evento insolito, ma non raro; le parti componenti d'acciaio, tenditore a vite, maglie, perni e attacchi possono essere oggetto di cretti per affaticamento o corrosione con conseguente cedimento. Tale evenienza comporta la soluzione di continuità del convoglio con perdita di una sezione del treno; il distacco provoca l'interruzione della condotta pneumatica del circuito frenante che scarica l'aria in essa contenuta, rapidamente all'atmosfera; la caduta di pressione attiva la frenatura rapida su entrambe le parti del convoglio.
Il sistema di emergenza dei freni del treno merci aveva funzionato, considerato che i carri distaccatisi si erano fermati; ma il personale di macchina non si rese conto dell'emergenza, considerato che la massa trainata era divenuta improvvisamente molto più leggera rispetto a quanto previsto ed impostato e il locomotore viaggiava alla massima velocità.
L'indagine tecnica iniziale rilevò che lo stato di manutenzione del materiale rotabile era buono, così come l'infrastruttura ferroviaria che rispettava gli standard di sicurezza dell'epoca. Il funzionamento del blocco semiautomatico e il segnalamento di linea erano regolari tuttavia, a quel tempo, questo sistema richiedeva l'indispensabile controllo di sicurezza della integrità dei treni in transito da parte del personale di ogni stazione: ovvero, l'accertamento della completezza del treno mediante il controllo di "coda regolare". Tale procedura era perfettamente nota agli addetti e regolarmente applicata ma nel caso del treno merci in oggetto il controllo della regolarità dei segnali di coda non avvenne.
In seguito all'incidente il direttore generale del Ministero dei trasporti costituì una commissione d'inchiesta, composta
dall'ingegnere Corrado Midolo, dall'ingegnere Renzo Frullini e dal professore Romano Troilo per relazionare sui fatti.
La Procura della Repubblica di Lamezia Terme accusò di disastro ferroviario colposo e omicidio plurimo colposo sette ferrovieri, tra cui i macchinisti del treno merci, il capostazione e un manovale della stazione di Eccellente (che vennero inizialmente arrestati), oltre al capostazione e un manovale della stazione di Vibo Valentia per non aver notato la perdita dei vagoni. Alla conclusione del processo, solo il personale della stazione venne giudicato colpevole, non avendo seguito le procedure appropriate.

## Ricordo
Nel 2015 è stato intitolato alla memoria delle vittime il piazzale vicino alla stazione di Lamezia Terme Centrale, in cui è esposta la locomotiva a vapore FS 740.287.

## Filmografia
- Calabria, disastro ferroviario, RAI TG3, 21 novembre 1980.